# 凱米河
65°46′N 24°27′E / 65.77°N 24.45°E

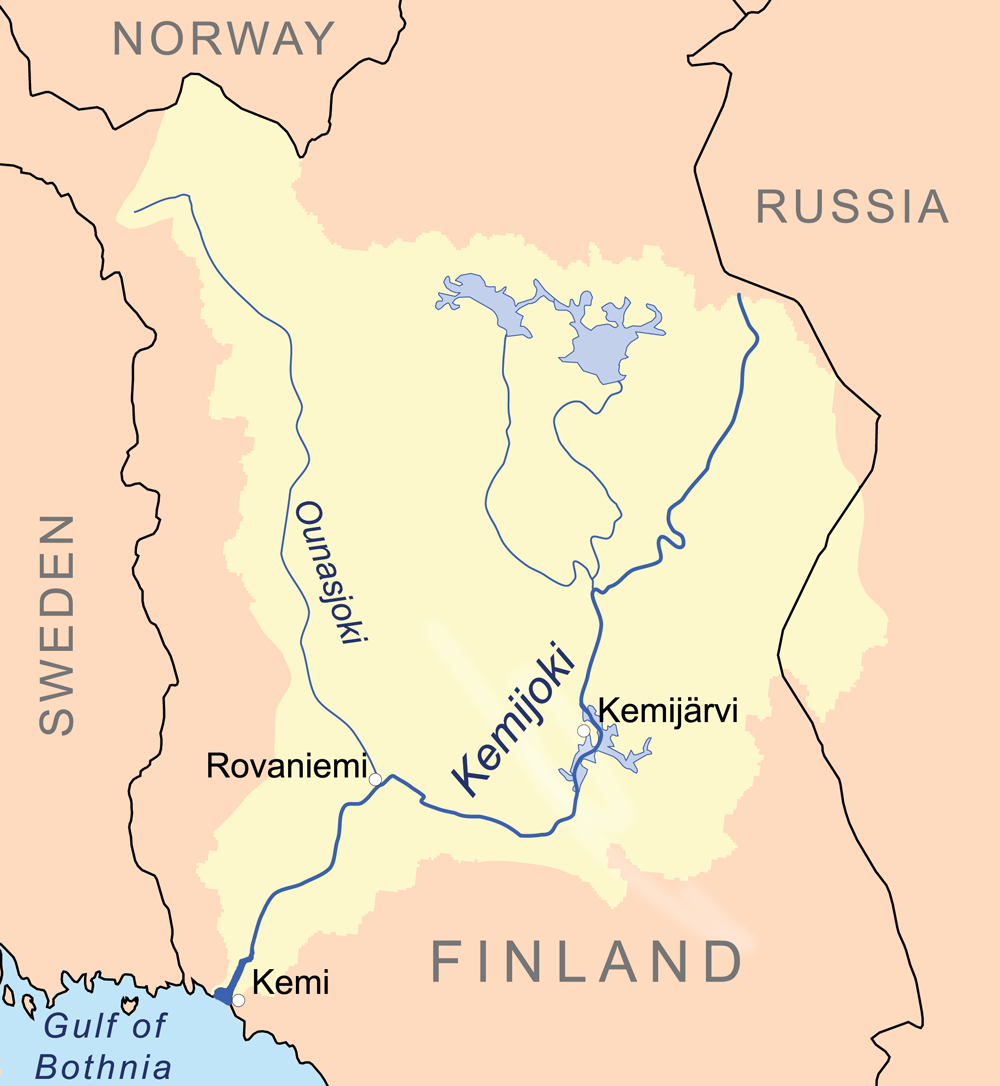
凯米河流域

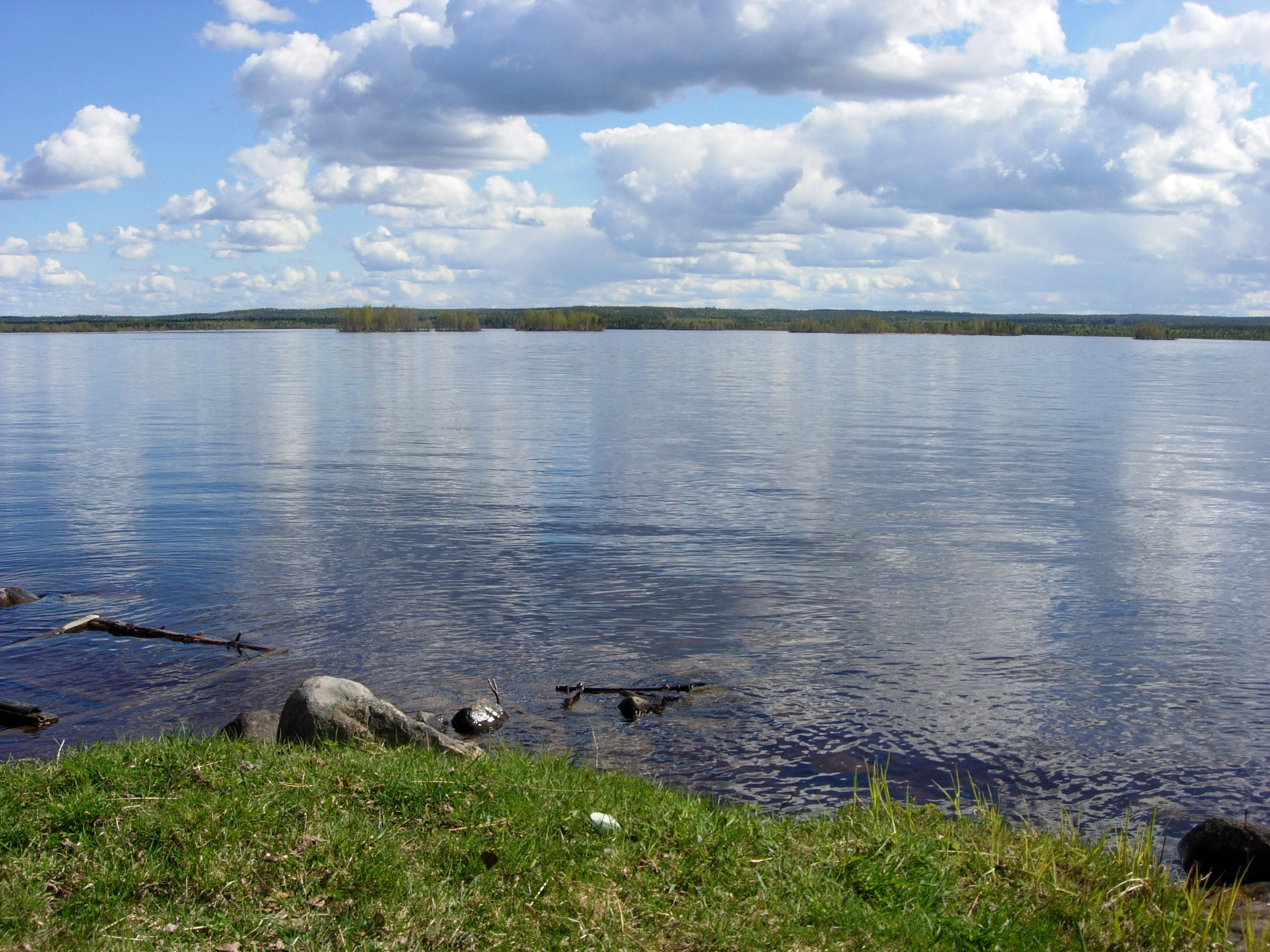
位于罗瓦涅米下游三十公里左右的河面，此处的河面宽度有2-4千米。

凱米河（芬蘭語：Kemijoki）是芬蘭最长的河流，河道全長550公里，流经凯米耶尔维、罗瓦涅米，最終在凯米注入波羅的海波的尼亚湾。其首座水力發電廠建於1946年，現時河道上有15座發電廠，在2003年供應該國34.5%水电電力。